# Moenkhausia tergimacula
Moenkhausia tergimacula är en fiskart som beskrevs av Lucena och Lucena, 1999. Moenkhausia tergimacula ingår i släktet Moenkhausia och familjen Characidae. Inga underarter finns listade i Catalogue of Life.